# Barasa cana
Barasa cana är en fjärilsart som beskrevs av George Francis Hampson 1893. Barasa cana ingår i släktet Barasa och familjen trågspinnare. Inga underarter finns listade i Catalogue of Life.